# De Kronieken van Amoras
De Kronieken van Amoras is een stripreeks van tekenaar Charel Cambré en scenarioschrijver Marc Legendre. Het is een spin-offreeks van Suske en Wiske en Amoras met dezelfde hoofdpersonages, die er hier vergeleken met de oorspronkelijke Suske en Wiske-hoofdreeks wat realistischer uitzien.

## Albums
1. De zaak Krimson #1 (maart 2017)
2. De zaak Krimson #2 (oktober 2017)
3. De zaak Krimson #3 (juni 2018)
4. Gardavu! (mei 2019)
5. De Killerbacterie (december 2019)
6. De underdog (mei 2020)
7. Wie Niet Horen Wil (november 2020)
8. Avontuur in Piscine-les-Bains (mei 2021)
9. De zaak Sus Antigoon #1 (november 2021)
10. De zaak Sus Antigoon #2 (mei 2022)
11. Schanulleke (oktober 2022)
12. De Val (mei 2023)
13. De droom van Arthur (november 2023)
14. Rotzooi in Kiflama (augustus 2024)

Het eerste verhaal, De zaak Krimson, bestaat uit drie albums. In dit verhaal ziet men wat er zich vlak voor het verhaal Suske afspeelde. Ook wordt duidelijk dat Lambik en Krimson elkaar al hadden ontmoet voor de gebeurtenissen in Het rijmende paard. Voorts wordt meer bekend over het verleden van Jérusalem, een van de hoofdpersonages uit Amoras. 
In het vierde album, Gardavu!, speelt de Zwarte Madam een hoofdrol. Lambik, Jerom, Suske en Wiske raken betrokken in haar goochelshow. Ook wordt meer bekend over Diez, nadat ze is gerepareerd door Theofiel Boemerang.
De Killerbacterie bevat wederom een oude bekende uit het Suske en Wiske universum. Van Zwollem, de excentrieke kasteelheer met een speelgoedcomplex, doet zijn intrede. In De Underdog'proberen de vrienden op duistere manieren uit de financiële problemen te geraken. De vrienden proberen aanslagen te voorkomen en gaan op zoek naar een extremist in Wie Niet Horen Wil. In Avontuur in Piscine-les-Bains besluit professor Barabas de vrienden naar het verleden te sturen. Hij wil voorkomen dat Krimson een enorme schat in handen krijgt en wil de vrienden een trein met oorlogsbuit uit de Tweede Wereldoorlog doen verdwijnen. Op deze manier wil hij voorkomen dat Krimson de machtigste crimineel ter wereld wordt. Maar de trein is al spoorloos als de vrienden in het verleden aankomen.
Het verhaal over Sus Antigoon beslaat twee albums. In deel 1 krijgen Suske en Wiske visioenen over het eiland Amoras. In deel 2 flitst professor Barabas Suske en Wiske naar Amoras om het logboek van de Antverpia te halen. Ze moeten echter in het schip onderduiken. In Schanulleke verliest Wiske op weg naar huis haar geliefde popje, ze duikt ze op mysterieuze wijze op in het verleden. Het bijkt dat de vete tussen de Vetten en de Mageren door Krimson is veroorzaakt. Hij gebruikte zijn eigen teletijdmachine om de bevolking van Amoras tegen elkaar op te zetten met als doel het eiland goedkoop in handen te kunnen krijgen. Ook wordt duidelijk waarom Sus Antigoon verslaafd raakt aan alcohol. 
In De Val wordt Futter door Krimson naar het verleden geflitst, aangezien hij ontslag wilde nemen na het bloedbad dat in Schanulleke plaatsvond. Er gaat iets mis en Futter komt in 2045 terecht. Amoras is een moderne stad, bewoond door de Fatties. De Skinnies wonen op het platteland en er is al generaties lang een oorlog gaande. Futter hoort hoe de zoon van Sus Antigoon omkwam, nadat hij in een spleet tussen de rotsen viel. Dit moet vlak na zijn bezoek met de mannen van Krimson zijn gebeurt. Sus Antigoon begon na de dood van zijn zoon te drinken. Overdag bouwt hij verder aan de kathedraal, maar 's nachts bezoeken demonen hem in zijn slaap. Op een dag verdwijnt Sus Antigoon, Alike is zwanger van hun tweede kind. Er wordt een standbeeld voor Sus Antigoon opgericht. 
Jef Blaaskop wordt er van beschuldigd stiekem drank aan Sus Antigoon gegeven te hebben. In werkelijkheid was dit Achiel, die het in opdracht van Krimson deed. Tweedracht ontstaat en de Vetten en Mageren beginnen de vijfhonderdjarige oorlog. Passy Mukala geeft Suske en Wiske de tas van professor Barabas die hij, toen hij het leslokaal waar hij les gaf opees uitrende, heeft laten staan. Suske en Wiske zien vreemde berichtjes en andere aanwijzingen waardoor ze vermoeden dat de professor seksueel overschrijdend gedrag vertoont. De professor ontdekt intussen dat Passy uit Kongo komt en uit een erg rijke familie stamt. Lambik en Jerom reizen toevalig af naar Kongo, zo ontdekt tante Sidonia. Suske en Wiske willen met Passy spreken, maar dan zien ze dat het meisje uit een raam valt en overlijdt. 
Professor Barabas en de kinderen worden door de politie gehoord in De droom van Arthur. Er wordt een webcam aangetroffen in het appartement van Passy, op de beelden is te zien dat het meisje uit het raam wordt geduwd door twee mannen. Al snel lijkt er een link te zijn met de moeder van het meisje, Mami Mukala, en haar ex Papi Maurice Wambula, een gewetenloze politicus en presidentskandidaat. Suske, Wiske en professor Barabas praten met vriendinnen van Passy. Het blijkt dat ze de cancelcultuur wilden uittesten voor een schoolopdracht en stuurden met opzet valse berichtjes. Ze hebben alles gefilmd, zodat ze achteraf konden bewijzen dat het allemaal nep was. Wiske heeft spijt dat ze professor Barabas verdacht, maar het blijkt dat een enorme menigte de professor wil lynchen. Ze geloven niets van het verhaal van Lin en Nadera.
Inmiddels zijn Jerom en Lambik in Congo aangekomen en Lambik wordt door Jan Waterreus aangezien voor zijn broer Arthur. Lambik vertelt over het verleden. Hij droomde er van naar Piscine-les-Bains te gaan en zijn broer wilde naar verder weggelegen oorden reizen. Lambik hoort van Jan hoe de reis met gids Sammy is verlopen. Hij leerde hen de plant kennen die je vleugels geeft, maar hun gids kwam om door een noodlottig voorval. Het toeval wil dat Arthur, Jan, Lambik en Jerom elkaar treffen in de jungle. Arthur lijkt een junkie, en Jan vertelt dat de selderum aeorplanis de meest verwoestende drug is die hij kent. Arther gebruikt de plant al jaren.

## Krimson kaaptDe Perfecte Podcast

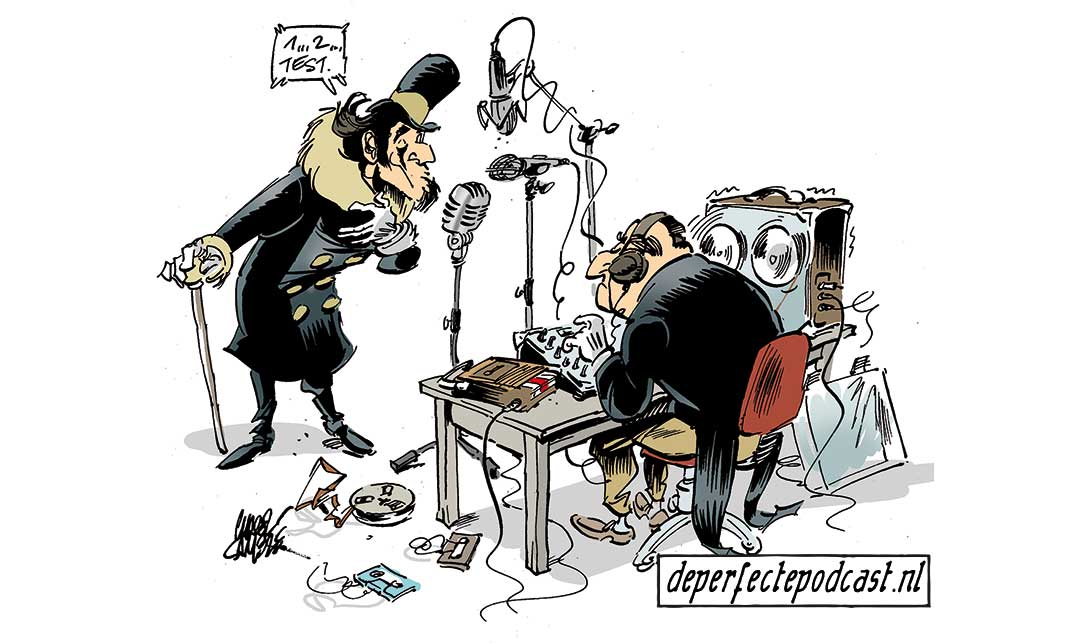

In het najaar van 2020 werd De perfecte podcast zogenaamd gekaapt door Krimson. Cambré en Legendre bedachten een scenario voor tien korte hoorspelen, die wekelijks werden gepubliceerd door podcastmaker Koen Maas. Acteur Ivan Pecnik sprak hiervoor Krimsons stem in. Krimson lucht nu zijn hart en onthult het onvertelde verhaal achter Amoras.

## Prijs
Het derde album De zaak Krimson #3 ontving een LangZullenWeLezen-trofee in de categorie "Strips en graphic novels".